# گورتکس
Gore-Tex نام تجاری W. L. Gore & Associates برای غشای پارچه ای ضدآب و قابل تنفس است که در سال 1969 اختراع شد. گورتکس مایع را مسدود می کند در حالی که اجازه می دهد بخارات  از آن عبور کند و  پارچه ای سبک وزن و ضد آب برای استفاده در تمام آب و هوا است. این ماده از PTFE منبسط شده (ePTFE) تشکیل شده است، یک شکل کشیده از ترکیب PFAS پلی تترا فلوئورواتیلن (PTFE).

## تاریخچه
گورتکس توسط Wilbert L. Gore و پسر Gore، Robert W. Gore اختراع شد. در سال 1969، باب گور میله های گرم شده پلی تترا فلوئورواتیلن (PTFE) را کشیده و پلی تترا فلوئورواتیلن منبسط شده (ePTFE) ایجاد کرد. کشف او از شرایط مناسب برای کشش PTFE یک حادثه خوشحال کننده بود که تا حدی ناشی از ناامیدی بود. او به جای کشش آهسته مواد گرم شده، یک انقباض ناگهانی و شتاب‌دهنده را اعمال کرد. PTFE جامد به طور غیرمنتظره ای حدود 800% کشیده شد و ساختاری ریز متخلخل را تشکیل داد که حدود 70% هوا بود.[1] تحت نام تجاری Gore-Tex به عموم معرفی شد.
گور به سرعت برای ثبت اختراعات زیر درخواست داد و به دست آورد:
ثبت اختراع ایالات متحده 3953566، معتبر از 27-04-1976 تا 27-04-1993 برای شکل متخلخل پلی تترا فلوئورواتیلن با ساختار میکرو که توسط گره های متصل به فیبریل مشخص می شود.
ثبت اختراع ایالات متحده 4،187،390، معتبر از 1980-02-05 تا 1997-02-05
ثبت اختراع ایالات متحده 4،194،041، معتبر از 1980-03-18 تا 1998-06-29 برای 'ورقه ورقه ضد آب'، همراه با ساموئل آلن
شکل دیگری از نوار PTFE کشیده قبل از Gore-Tex در سال 1966 توسط John W. Cropper از نیوزیلند تولید شد. کراپر ماشینی را برای این استفاده توسعه داده و ساخته بود. با این حال، کراپر تصمیم گرفت که روند ایجاد PTFE گسترش یافته را به عنوان یک راز تجاری نزدیک نگه دارد و به این ترتیب، منتشر نشده باقی مانده بود.

## خواص
با توجه به میزان سختی کاری بالای PTFE، ePTFE به طور قابل توجهی قوی تر از مواد بدون کشش است. در سطح میکروسکوپی، این سخت شدن کاری با افزایش کریستالینی PTFE مطابقت دارد، زیرا فیبرها بر اساس اعمال یک تنش خارجی گره می خورند و جهت می یابند. ePTFE استحکام کششی نهایی فوق العاده بالایی (50-800 مگاپاسکال) نسبت به همتای چگالی کامل خود (20-30 مگاپاسکال) به دلیل بلورینگی بالا دارد. این رفتار همچنین به دلیل گسترش ePTFE در تمام جهات، نسبت پواسون منفی را به همراه دارد، که در مقابل کاهش بیشتر مورد انتظار در جهات عمود بر تنش در موارد با حفظ حجم است.
ePTFE بر اساس شرایط پردازش دارای تخلخل قابل تنظیم است و می تواند در برابر بخارات و گازهای خاصی نفوذ کند. با این حال، نسبت به اکثر مایعات، از جمله آب، نفوذ ناپذیر است، خاصیتی که در کاربردهای خاصی مانند کت های بارانی مورد استفاده قرار می گیرد. این خواص اضافی در ترکیب با خواص ذاتی مواد مبتنی بر PTFE به طور کلی (بی اثری شیمیایی، پایداری حرارتی) ePTFE را به یک ماده همه کاره برای طیف وسیعی از کاربردها تبدیل می کند.

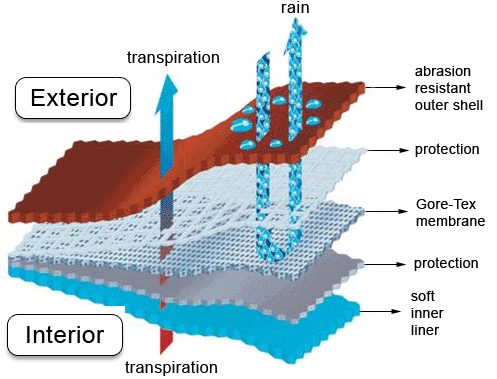
شمای یک پارچه کامپوزیت گورتکس

## کابردها

### پزشکی
برای جایگزینی رباط ها در جراحی زانو  و بخیه های طبی چون خنثی است و استحکام بالایی دارد

## صنعت
ماهیت ریز متخلخل گورتکس کاربرد های فیلتراسیون در صنعت برای کاهش آلودگی هوا استفاده شده است.  می تواند جریان های گاز گیاهی حاوی مواد شیمیایی خورنده مانند اسید سولفوریک و جامدات قلیایی قوی را فیلتر کند.